# Playrix

Playrix là nhà phát triển quốc tế các trò chơi di động miễn phí có trụ sở tại Dublin. Công ty có các chi nhánh tại Ireland, Serbia, Síp, Armenia, Kazakhstan và Ukraine.
Playrix được định giá 8 tỷ USD vào năm 2021. Tính đến năm 2023, Playrix là nhà phát triển game di động lớn thứ ba trên thế giới về doanh thu.

## Lịch sử

### Thành lập Playrix
Trước khi công ty Playrix được thành lập, hai anh em Igor và Dmitry Bukhman đã phát triển một số trò chơi máy tính đơn giản cùng nhau trong khi họ vẫn còn là sinh viên. Trò chơi đầu tiên của họ có tên là Xonix, được hai anh em phát triển trên một chiếc máy tính có bộ xử lý Pentium 100. Trò chơi được phát hành vào năm 2001, sau một tháng phát triển. Họ đã phát hành Discovera vào cuối năm đó, trò chơi này tương tự như Xonix. Hai anh em định giá trò chơi này ở mức 15 đô la và tải lên hai trăm danh mục ứng dụng. Trong tháng đầu tiên, trò chơi đã mang về 60 đô la. Sáu tháng sau, hai anh em Bukhman phát hành trò chơi thứ hai của họ, điều này đã đưa doanh thu hàng tháng của họ lên đến 200 đô la và cho phép họ mua một chiếc máy tính thứ hai. Họ phát hành thêm một trò chơi khác sau sáu tháng và bắt đầu bán các hình nền mà họ đã mua từ các lập trình viên.
Đến năm 2004, Igor và Dmitry Bukhman đã phát hành ba trò chơi và 30 hình nền, mang lại cho họ thu nhập 10.000 đô la mỗi tháng lần đầu tiên. Họ chính thức thành lập Playrix, thuê một văn phòng ở Vologda và tuyển dụng mười nhân viên. Ban đầu, công ty chủ yếu thiết kế các trò chơi giải đố đơn giản cho máy tính để bàn. Đến cuối năm 2007, công ty đã phát hành khoảng 15 trò chơi giải trí và trò chơi PC đầu tiên của mình, đạt doanh thu hàng tháng là 300.000 đô la.

### Sự phát triển của công ty thông qua trò chơi di động
Vào năm 2009, Playrix bắt đầu quan tâm đến việc phát triển các trò chơi miễn phí cho điện thoại di động, trong khi vẫn tiếp tục tạo ra các trò chơi cho PC. Nhà phát triển trò chơi di động, Perfect Play Studio, với các studio chủ yếu ở Moscow và Bryansk, được thành lập vào năm 2009 dưới tên WebGames, đã gia nhập thị trường vào năm 2010 và sau đó đổi tên thành Perfect Play vào năm 2020.
Vào năm 2012, Playrix ra mắt trò chơi đầu tiên trên Facebook—Township. Trò chơi này trở thành một trong 50 trò chơi có doanh thu cao nhất trên Facebook với 350.000 người dùng hoạt động hàng ngày. Một năm sau, Township trở thành trò chơi đầu tiên của công ty được phát hành trên iOS và sau đó là trên Android. Trong bảy năm tiếp theo, trò chơi này đã được tải xuống khoảng 250 triệu lần. Vào tháng 4 năm 2013, Playrix chuyển trụ sở chính đến Dublin.
Vào tháng 4 năm 2015, công ty đã công bố ra mắt dự án di động miễn phí thứ hai của mình. Fishdom: Deep Dive, một trò chơi giải đố ghép 3, đã được phát hành trên toàn thế giới trong App Store vào tháng 8 năm 2015. Playrix sau đó đã phát hành Gardenscapes (2016) và Homescapes (2017). Trò chơi đầu tiên đã mang về cho công ty 1,5 tỷ đô la doanh thu vào cuối năm 2019. Công ty sau đó đã phát hành thêm hai trò chơi nữa—Wildscapes (2019) và Manor Matters (2019).
Vào tháng 9 năm 2016, công ty đã trở thành nhà phát triển trò chơi di động có doanh thu cao nhất ở khu vực các nước Baltic, Cộng đồng các Quốc gia Độc lập theo App Annie. Trong quý II, Playrix được xếp hạng trong Top 20 nhà phát triển trò chơi di động lớn nhất thế giới. Vào mùa hè năm 2017, công ty đã cho ra mắt Homescapes - một trò chơi spin-off, Gardenscapes cũng là một trò chơi ghép 3. Vào tháng 8 năm 2017, công ty đã trở thành nhà phát hành trò chơi di động hàng đầu ở châu Âu dựa trên doanh thu từ Google Play và App Store. Năm 2018 Playrix trở thành nhà phát hành game có doanh thu cao thứ 9 trên toàn cầu trên iOS và Android.

### Việc mua lại và phát triển mới
Vào đầu năm 2018, các anh em Bukhman đã cân nhắc việc bán công ty nhưng cuối cùng đã quyết định đầu tư vào các công ty trò chơi điện tử khác. Năm 2018, Playrix đã mua 43% cổ phần của Nexters, một trong những nhà phát triển trò chơi lớn nhất châu Âu. Trong năm 2018, Playrix trở thành nhà phát hành trò chơi đứng thứ 9 trên toàn cầu về doanh thu trên iOS và Android.
Vào năm 2019, Playrix đã kiếm được khoảng 1,7 tỷ đô la. Khoảng 100 triệu đô la đã được chi cho việc mua cổ phần của các studio trò chơi châu Âu. Vào tháng 8 năm 2019, Playrix đã đầu tư vào công ty Vizor Games của Belarus. Vào tháng 10 cùng năm, Playrix đã mua công ty Zagrava Games của Ukraine và cũng tích hợp nhà phát triển trò chơi Alawar Games của Nga vào công ty. Tháng 12 cùng năm, họ đã mua lại công ty Eipix Entertainment của Serbia.
Vào tháng 4 năm 2019, Igor và Dmitry Bukhman đã đạt được chỉ số tỷ phú Bloomberg. Giá trị ròng của họ là 1,4 tỷ đô la mỗi cái. Cũng trong năm đó, họ bắt đầu phát hành quảng cáo chất lượng thấp cho tất cả các trò chơi của họ, điều này không chỉ gây hiểu lầm mà còn bất hợp pháp theo nhiều người dùng. Khi Playrix được hỏi về lý do tại sao họ quyết định đưa ra các loại quảng cáo này, họ chỉ để lại các tin nhắn tự động hoặc không trả lời vì sợ vi phạm bản quyền từ các công ty lớn hơn.
Vào tháng 5 năm 2020, Playrix đã mua studio Plexonic của Armenia và studio Cateia Games của Croatia vào tháng 6. Nhờ vào sự tập trung vào việc mua lại này, công ty đã phát triển với tốc độ nhanh chóng. Tính đến năm 2020, hơn 2.500 người đã được tuyển dụng bởi Playrix tại 25 văn phòng trên toàn thế giới. Vào tháng 3 năm 2021, công ty đã mua studio Boolat Games của Ukraine.
Vào năm 2022, công ty đã thông báo ý định rút khỏi thị trường Nga và Belarus và sau đó đã đóng cửa các văn phòng của mình ở Nga. Nhân viên từ các quốc gia bị ảnh hưởng đã được chuyển đến các khu vực khác.

## Cấu trúc công ty
Playrix có trụ sở tại Dublin, Ireland và được sở hữu cũng như điều hành bởi Igor và Dmitry Bukhman. Trong năm tài chính 2023, Playrix đã tạo ra doanh thu khoảng 1,83 tỷ đô la. Các thị trường bán hàng lớn nhất là Mỹ, Trung Quốc và Nhật Bản.
Playrix tuyển dụng hơn 3.000 nhân viên trên toàn thế giới và có các chi nhánh tại Ireland, Serbia, Síp, Armenia, Kazakhstan và Ukraina.

## Tài chính
Trong đại dịch COVID-19 vào năm 2020, Playrix báo cáo rằng số lượt tải xuống và lợi nhuận đã tăng lên. Để đối phó với đại dịch, vào tháng 4 năm 2020, Playrix đã trả thêm một khoản thanh toán duy nhất là 650 đô la cho mỗi nhân viên trong số 2.100 nhân viên của họ để hỗ trợ tài chính.
Năm 2020, theo App Annie, Gardenscapes và Fishdom lần lượt được tải xuống 190 triệu và 120 triệu lần. Kết quả là, thu nhập của Playrix từ việc tải xuống và mua hàng trong trò chơi đã tăng lên 1,75 tỷ đô la chỉ trong tám tháng. Lợi nhuận từ quảng cáo chỉ chiếm 3% tổng thu nhập của công ty. Số lượng người chơi hoạt động hàng tháng cũng tăng lên 180 triệu. Tính đến năm 2021, giá trị của công ty đạt 8 tỷ đô la. Playrix là nhà phát triển trò chơi di động lớn thứ tư thế giới dựa trên doanh thu, đạt 2,7 tỷ đô la trong năm 2021.
Vào tháng 4 năm 2019, Igor và Dmitry Bukhman lần đầu tiên xuất hiện trong Chỉ số Tỷ phú Bloomberg. Giá trị tài sản ròng của họ là 1,4 tỷ đô la mỗi người. Theo Chỉ số Tỷ phú Bloomberg, tính đến tháng 9 năm 2020, cổ phần của mỗi người anh em trị giá 3,9 tỷ đô la. Năm 2024, The Sunday Times báo cáo rằng tổng giá trị tài sản của họ là 16,66 tỷ đô la.

## Trò chơi

### trò chơi hiện tại
| Year | Title                   | Microsoft Store | macOS | Android | iOS | Facebook Platform | Amazon | Galaxy Store | BlackBerry World |
| ---- | ----------------------- | --------------- | ----- | ------- | --- | ----------------- | ------ | ------------ | ---------------- |
| 2012 | Township                | Có              | Có    | Có      | Có  | Có                | Có     | Có           | Không            |
| 2016 | Fishdom                 | Có              | Có    | Có      | Có  | Có                | Có     | Có           | Không            |
| 2016 | Gardenscapes: New Acres | Có              | Có    | Có      | Có  | Có                | Có     | Có           | Có               |
| 2017 | Homescapes              | Có              | Có    | Có      | Có  | Có                | Có     | Có           | Có               |
| 2019 | Wildscapes              | Có              | Có    | Có      | Có  | Không             | Không  | Không        | Không            |
| 2019 | Manor Matters           | Có              | Không | Có      | Có  | Không             | Không  | Không        | Không            |
| 2023 | Mystery Matters         | Không           | Không | Có      | Có  | Không             | Không  | Không        | Không            |
| 2024 | Fishdom: Solitaire      | Không           | Không | Có      | Có  | Không             | Có     | Không        | Không            |

### Trò chơi cũ
- 4 Elements
- 4 Elements II
- Around the World in 80 Days
- Atlantis Quest
- Rise of Atlantis
- Call of Atlantis
- The Path of Hercules
- Call of the Ages
- Royal Envoy
- Royal Envoy 2
- Royal Envoy 3
- Royal Envoy: Campaign for the Crown
- Brickshooter Egypt
- Around the World in 80 Days
- Fishdom
- Fishdom H2O: Hidden Odyssey
- Fishdom 2
- Fishdom: Spooky Splash
- Fishdom: Harvest Splash
- Fishdom: Frosty Splash
- Fishdom 3
- Aquascapes
- Fishdom: The Depths of Time
- Pocket Fishdom
- Gardenscapes
- Gardenscapes: Mansion Makeover
- Gardenscapes 2
- Farmscapes
- Barn Yarn

## Giải thưởng
- Năm 2014, Township được mệnh danh là một trong những game Mac hay nhất trong năm theo Apple.[57]
- Vào cuối năm 2016, Fishdom nằm trong danh sách Xu hướng hàng đầu theo Google Play.[58]
- Năm 2016, Gardenscapes được liệt kê là một trong những ứng dụng hay nhất trong danh mục Trò chơi hay nhất trên iPad trong App Store[59] và trong danh mục Không thể cưỡng lại nhất trên Google Play.[19]
- Năm 2016, Gardenscapes được Facebook đặt tên là Trò chơi của năm.[60]
- Năm 2018, Gardenscapes giành chiến thắng trong hạng mục Quản lý trò chơi & Live Ops tốt nhất tại Giải thưởng trò chơi di động.[61]

## Sự chỉ trích
Playrix đã bị chỉ trích vì sử dụng quảng cáo lừa đảo hoặc sai trên các nền tảng quảng cáo trên thiết bị di động như AdMob. Quảng cáo cho nhiều trò chơi của họ như Fishdom, Gardenscapes và Homecapes hiển thị lối chơi không phù hợp với những gì họ thực sự muốn thể hiện. Ví dụ: quảng cáo của Homescapes thể hiện lối chơi là sửa chữa nhà bằng cách chọn đúng công cụ, trong khi thực tế, đây là trò chơi ghép 3.